# The Chtonic Chronicles
The Chtonic Chronicles (с англ. — «Хтонические хроники») — шестой полноформатный студийный альбом английской симфо-блэк-метал-группы Bal-Sagoth, вышедший в 2006 году.
Музыкально альбом выдержан в жанре симфонического блэк-метала с элементами экстремального пауэр-метала. Музыка альбома включает в себя такие элементы, как сочетание скриминга и чистого вокала, мелодичные гитарные соло, сложные клавишные партии и бласт-биты.
Концептуально альбом построен вокруг легенд о различных персонажах мифологии — жителях Атлантиды, Лемурии, Гипербореи и других мифических стран, и мистических экспериментах. Действие альбома начинается во время Великого пожара в Лондоне в 1666 году.

## Список композиций
1. The Sixth Adulation of His Chtonic Majesty — 04:19
2. Invocations Beyond the Outer-World Night — 05:25
3. Six Score and Ten Oblations to a Malefic Avatar — 06:07
4. The Obsidant Crown Unbound — 05:58
5. The Fallen Kingdoms of the Abyssal Plain — 04:37
6. Shakled to the Trilithon of Kutulu — 04:01
7. The Hammer of the Emperor — 06:58
8. Unfettering the Hoary Sentinels of Karnak — 04:21
9. To Storm the Cyclopean Gates of Byzantium — 04:57
10. Arcana Antediluvia — 05:07
11. Beneath the Crimson Vaults of Cydonia — 05:14
12. Return to Hatheg Kla — 03:27

## Участники записи
- Byron Roberts — скриминг, чистый вокал;
- Jonny Maudling — клавишные;
- Chris Maudling — гитара;
- Mark Greenwell — бас-гитара;
- Dan Mullins — ударные.